# Kim Yeong-il
Kim Yeong-il (ur. 25 maja 1970) – południowokoreański zapaśnik w stylu klasycznym. Olimpijczyk z Atlanty 1996, gdzie zajął osiemnaste miejsce w kategorii 68 kg.
Złoty medal na igrzyskach azjatyckich w 1994 i mistrzostwo Azji w 1993. Drugi w Pucharze Świata w 1993 roku.